# Lowell-observatorium
Het Lowell-observatorium (Engels: Lowell Observatory) is een Amerikaanse sterrenwacht in Flagstaff, Arizona. Hier werd in 1930 de dwergplaneet Pluto ontdekt door Clyde Tombaugh. Lowell Observatory is een van de oudste observatoria van de Verenigde Staten. Het werd in 1894 gesticht door de astronoom Percival Lowell, naar wie het ook genoemd is. Het observatorium heeft 11 verschillende telescopen in gebruik. De originele telescoop (de Clark Refracting Telescope met een diameter van 61 cm) wordt vandaag alleen nog maar voor educatieve doeleinden gebruikt. Een nieuwe telescoop, de Lowell Discovery Telescope met een diameter van 4,3 meter, is sinds 2012 in gebruik.

## Galerij

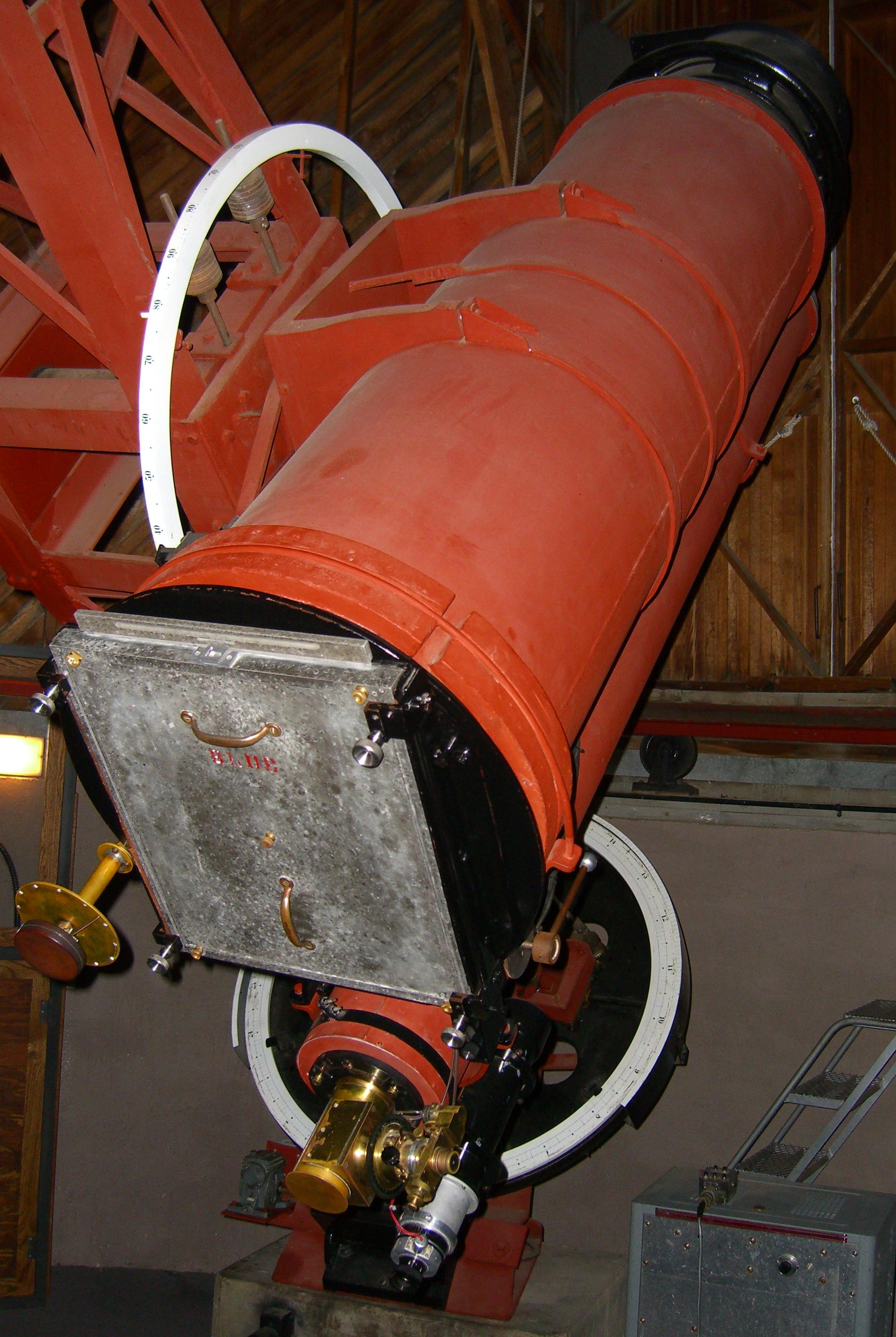
De astrograaf waarmee Pluto werd ontdekt
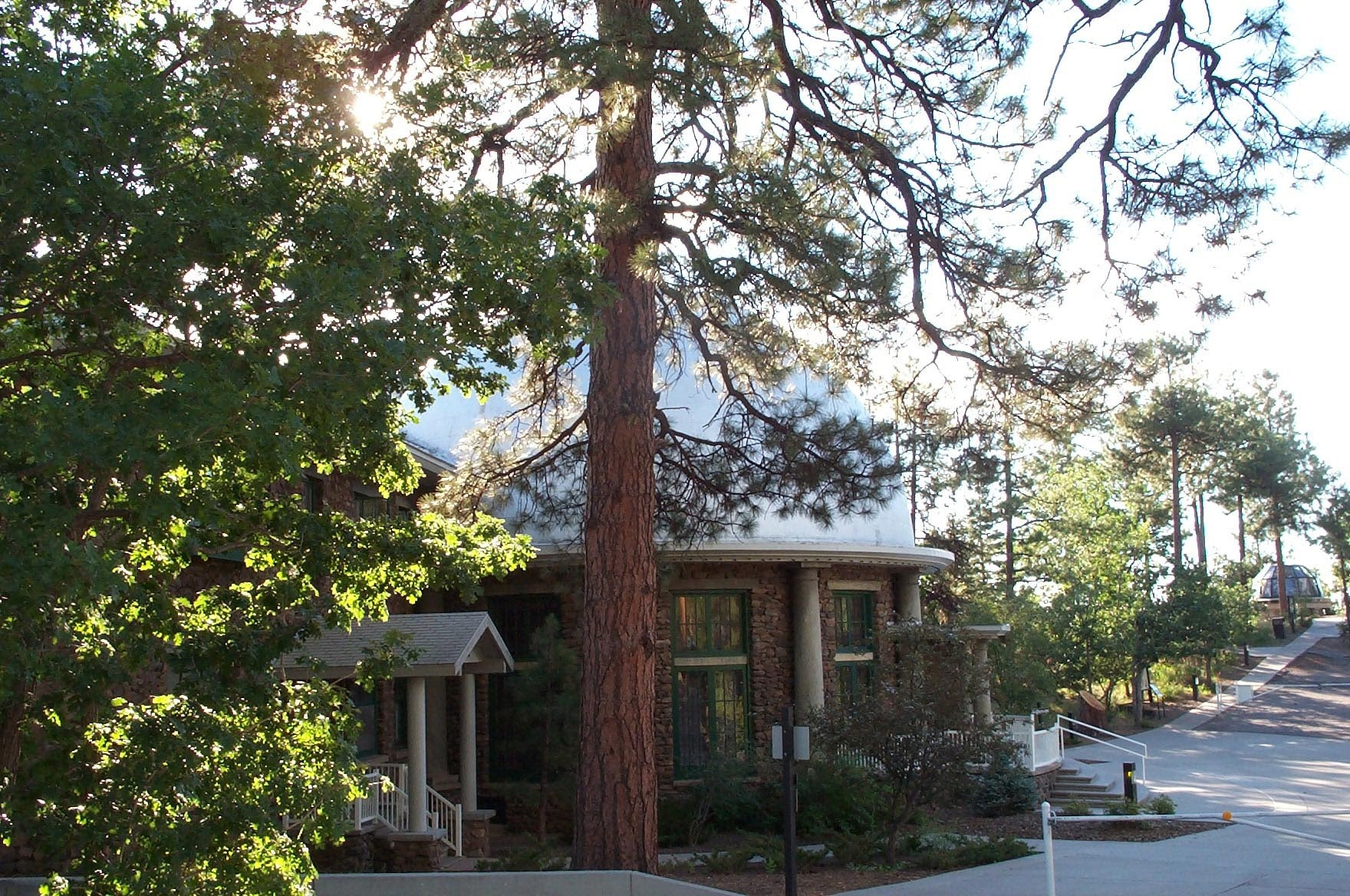
Het Slipher Rotunda Museum van Lowell Observatory
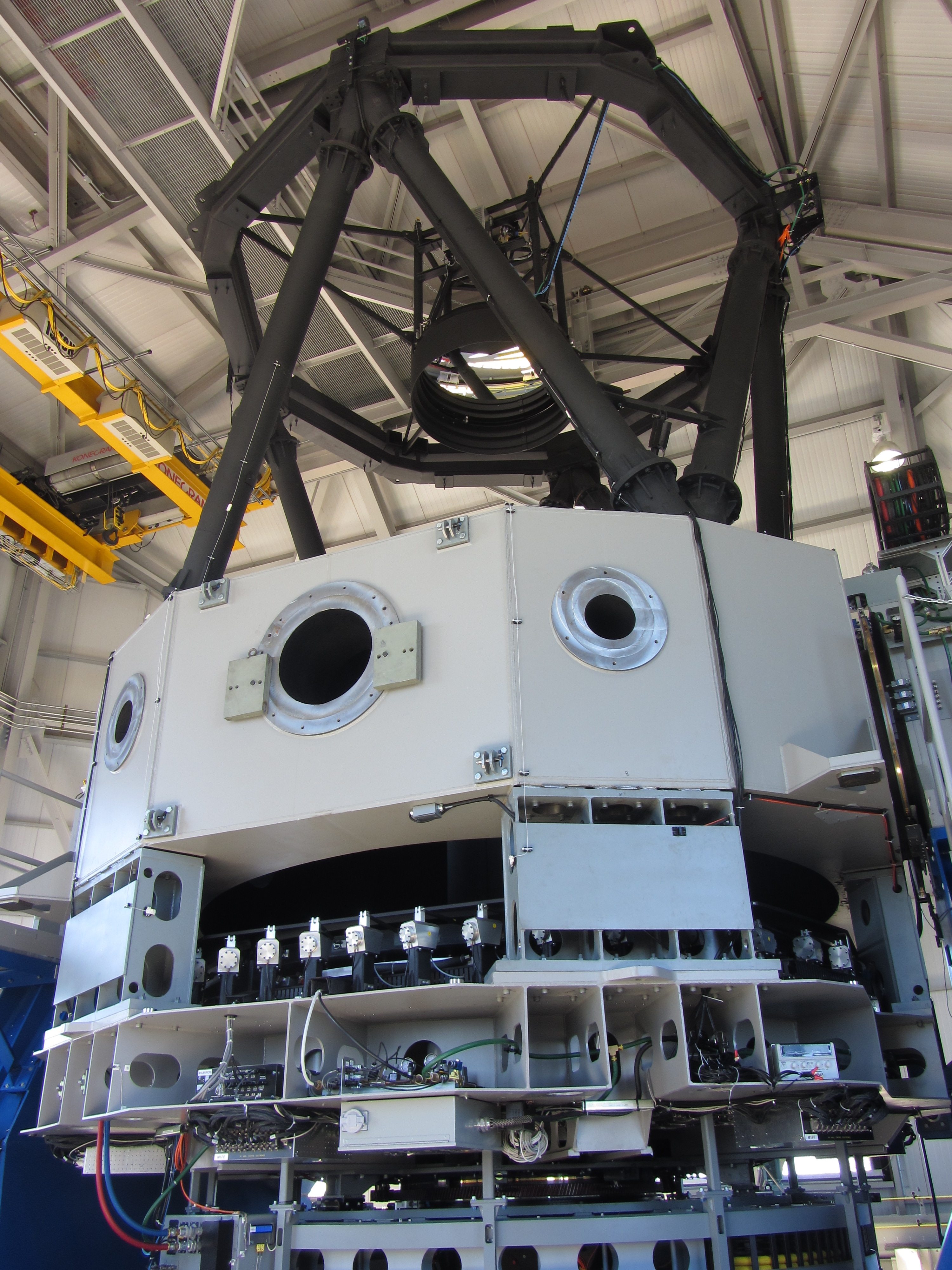
De Lowell Discovery Telescope